# 長瀬智也
長瀬 智也（ながせ ともや、1978年〈昭和53年〉11月7日 - ）は日本のミュージシャン、シンガーソングライター、元俳優、元タレント。ロックバンド・KODE TALKERS（コード・トーカーズ）のボーカリスト兼ギタリスト。神奈川県横浜市出身。ジャニーズ事務所在籍中は、バンド形態の男性アイドルグループ・TOKIOの最年少メンバーとしてボーカル・ギターを担当していた。身長182cm。

## 来歴

### 芸能界デビュー
芸能界入りは中学生のとき。長瀬の姉がジャニーズ事務所へ履歴書を送り、1991年にジャニーズ事務所に入所。150万通の応募に対したった1人の合格者だった。同年、少年隊のミュージカル『SHOCK』に出演。

### 音楽活動
1994年、TOKIOのメンバーとなる。同年9月21日、ボーカリストとして「LOVE YOU ONLY」でCDデビュー。その3か月後には紅白歌合戦に出場。
1997年、長瀬智也ソロプロジェクト・Tomoya with 3T名義にて、バングルスのカヴァー曲である『ETERNAL FLAME』（ドラマ『D×D』主題歌）を発売。
TOKIOでは、ボーカルのほかギターやブルースハープも演奏する。また自ら作詞・作曲・編曲を担い、シングル曲『明日を目指して!』をはじめ、アルバムにも自作曲が収録されている。2015年には、その才能を桑田佳祐から高く評価された。
2009年2月放映の『MTVアンプラグド』ではソロで出演し、番組のために書き下ろした新曲5曲のほか、『宙船』や『Knockin' On Heaven's Door』などカバーも披露した。
2014年、後輩グループである関ジャニ∞の楽曲『ドヤ顔人生』の作詞・作曲および編曲を手掛けた。
2016年、映画『TOO YOUNG TO DIE! 若くして死ぬ』の劇中にて、ロックバンド・地獄図（ヘルズ）を結成し、キラーKとしてボーカル・ギターを担当。

### 俳優活動
1993年、『ツインズ教師』にてドラマ初出演。1995年、『カケオチのススメ』で初主演を果たす。1998年、月9ドラマ『Days』にて19歳で主演を務めた。それ以降、弱冠20歳で『池袋ウエストゲートパーク』、また『タイガー&ドラゴン』『うぬぼれ刑事』など宮藤官九郎脚本作品に多く出演した。ほかにも『マイ☆ボス マイ☆ヒーロー』などで主演を務めた。2001年・2003年放送のフジテレビ系テレビドラマ『ムコ殿』では、演じた桜庭裕一郎名義による写真集やCDを発売した。
2001年の映画初出演作『ソウル』での演技により、翌2002年の第15回石原裕次郎新人賞を受賞。
2016年放送の連続ドラマ『フラジャイル』での主演の演技が評価され、「コンフィデンスアワード・ドラマ賞・主演男優賞」を受賞。

### 芸能界引退
2020年（令和2年）7月22日、翌2021年3月をもってTOKIOを脱退し、所属するジャニーズ事務所から退所する旨を発表。退所後は他事務所に属さず、裏方としてゼロから新しい仕事の形を創り上げていくという意向を示している。
2021年3月31日、TOKIOを脱退しジャニーズ事務所を退所。事実上の芸能界引退状態となった。同日放送の『TOKIOカケル』が退所前最後のメディア出演となった。

### 「表現者」として
2021年4月、Instagramを開設。プロフィール欄では自身を“表現者”とし、趣味であるバイクや釣り・音楽活動などについて発信し、近況を伝えている。
以降は「表現したいものに必要ならば、歌も歌うし、演技もする」という従来より自由に活動するスタイルとなっており、2021年9月にはナイキのスニーカー「ジョーダン」のプロモーションビデオに出演したほか、2023年2月以降はTOKIOへ楽曲提供していた久保田光太郎らとKODE TALKERSを結成し、音楽活動を再開。2025年には富士スピードウェイで開催されたバイクレース「2025 Clubman Roadrace　第2戦」へ出場し、大会終了後にはメディアの取材に応じている。

## 人物
父親が過去にプロのバイクレーサーだったことを公表している。
1993年のミュージカル『姫ちゃんのリボン』で共演した草彅剛とは、互いに好きな第二次世界大戦時のジーンズや軍服の話題で盛り上がるという。同じ古着屋の常連でもあり、垂涎の的だった希少価値の高いスカジャンを草彅から譲り受け、「僕の宝物です」と語っている。
堂本光一とは同学年であり、ジュニア時代から親交を持つ。KinKi Kidsのデビュー当時は自身がグループの一員になれなかったことにショックを受けたという。
趣味は音楽、バイク、釣り、ファッションなど。湘南乃風のRED RICEと若旦那とは同じバイクチームの仲間。
勝村周一朗とは幼馴染。『俺の家の話』ではその縁から、長瀬が勝村にプロレス部分の監修を依頼し、勝村も主要キャストとして出演した。

## 受賞歴
- 2001年
  - 第7回日刊スポーツドラマグランプリ 主演男優賞（『ムコ殿』）[28]
  - 第29回ザテレビジョンドラマアカデミー賞 主演男優賞（『ムコ殿』）[29]
- 2002年
  - 第15回日刊スポーツ映画大賞・石原裕次郎賞 石原裕次郎新人賞（『ソウル』）[30][31]
- 2003年
  - 第16回日本メガネベストドレッサー賞 サングラス部門
- 2005年
  - 第45回ザテレビジョンドラマアカデミー賞 主演男優賞（『タイガー&ドラゴン』）[32]
- 2007年
  - 第47回ACC CM FESTIVAL ベスト演技賞（ロッテ「クーリッシュ」・グンゼ「BODY WILD」・フジカラー「フジカラーポストカード」）[33]
- 2016年
  - 第3回コンフィデンスアワード・ドラマ賞 主演男優賞（『フラジャイル』）[34]
- 2021年
  - 第107回ザテレビジョンドラマアカデミー賞 主演男優賞（『俺の家の話』）[35]

## 作品

### 自作曲
作詞・作曲・編曲を手がけた楽曲
- BAD NAMED SONG（アルバム『Graffiti』収録）
- Neighbor（シングル『GREEN』収録）
  - 「作詞・作曲：Tom Nashville、編曲：Tom Nashville・KAM」と表示されている。

- SCREAM（アルバム『glider』収録）
- 明日を目指して!（シングル『明日を目指して!』収録）
- グルメファイター!（アルバム『Harvest』収録）
- SONIC DRIVE!（アルバム『Harvest』収録）
- イメージ（アルバム『Harvest』収録）
- sugar（アルバム『sugar』収録）
  - 「作詞・作曲：長瀬智也、編曲：TOKIO」

- archive（アルバム『17』収録）
- sometimes（アルバム『17』収録）
- リリック（シングル『リリック』収録）
- ホントんとこ（シングル『ホントんとこ/Future』収録）
- Future（シングル『ホントんとこ/Future』収録）
- LOVE, HOLIDAY.（シングル『LOVE, HOLIDAY.』収録）
- フレーズ（シングル『LOVE, HOLIDAY.』収録）
- ハート（アルバム『HEART』収録）
- ドヤ顔人生（アルバム『関ジャニズム』収録） - 関ジャニ∞へ提供
- 東京ドライブ（シングル『東京ドライブ』収録）
- Can we...（シングル『東京ドライブ』収録）
- fragile（シングル『fragile』収録）
- 愛！wanna be with you...（シングル『愛！wanna be with you...』収録）
  - 「作詞・作曲：長瀬智也、編曲：TOKIO」

- ローライダー （シングル『愛！wanna be with you...』収録）
  - 「作詞・作曲：長瀬智也、編曲：TOKIO/Horns Arrangement：KAM、竹上良成」

- クモ（シングル『クモ』収録）

作詞・作曲を手がけた楽曲
- LAST ANGEL（シングル『愛の嵐』収録）
- Brake Down（アルバム『YESTERDAY & TODAY』収録）
- アンテナ（『MTV Unplugged』収録）
- SEIKATSU（『MTV Unplugged』収録）
- スタンダード（『MTV Unplugged』収録）
- Out put（『MTV Unplugged』収録）

作詞を手がけた楽曲
- ETERNAL FLAME（シングル『ETERNAL FLAME』収録）
- I'm mine（アルバム『glider』収録）
- YOUR ANSWER（アルバム『Harvest』収録）
  - 「作詞:OTOKI」と表示されている。

作曲を手がけた楽曲
- いつかのアレ（『MTV Unplugged』収録）
- DASH VILLAGE（シングル『-遥か-』収録）

編曲を手がけた楽曲
- ロースピード（アルバム『17』収録）
- Switch（シングル『ホントんとこ/Future』収録）
- みあげれば（シングル『LOVE, HOLIDAY.』収録）
- I Believe（シングル『東京ドライブ』収録）
- ジャンプ（シングル『fragile』収録）

### ソロCD & LIVE DVD
- Tomoya with 3T『ETERNAL FLAME』（1997年8月13日）
  - バングルスのカヴァー曲。
- MTV Unplugged 長瀬智也（2009年4月22日）[11]

## 出演
単独での出演のみ。TOKIOのメンバーとしての出演は「TOKIO#出演」を参照。

### テレビドラマ
- ツインズ教師（1993年4月12日 - 6月28日、テレビ朝日） - 落合守 役
- アリよさらば（1994年4月15日 - 7月1日、TBS） - 小杉護 役[36]
- 先生はワガママ（1994年、朝日放送）
- 好きやねん父ちゃん!シリーズ（1994年 - 1995年、TBS）
  - 好きやねん父ちゃん!（1994年10月2日）[37]
  - 好きやねん父ちゃん!2（1995年4月2日）
  - 好きやねん父ちゃん!3（1995年10月1日）[38]
- 愛と野望の独眼竜 伊達政宗（1995年、TBS）
- 最高の片想い（1995年1月11日 - 3月22日、フジテレビ） - 麻生哲 役[39]
- 金曜エンタテイメント 息子よ蘇れ!（1995年1月27日、フジテレビ）
- カケオチのススメ（1995年7月3日 - 9月11日、テレビ朝日、月曜ドラマイン） - 主演・恵比須保 役
- 恋人よ（1995年10月19日 - 12月21日、フジテレビ） - 藤田達彦 役[40]
- 白線流し（1996年1月11日 - 3月21日、フジテレビ） -主演・大河内渉 役[41]
  - 白線流し-19の春-（1997年8月8日）[42]
  - 白線流し-二十歳の風-（1999年1月15日）[43]
  - 白線流し-旅立ちの詩-（2001年10月26日）
  - 白線流し-二十五歳（2003年9月6日）
  - 白線流し-夢見る頃を過ぎても（2005年10月7日）
- 恋物語 せつない夜は逢いたくて「その人の匂い」（1996年、TBS） - 主演
- Dear ウーマン（1996年10月13日 - 12月22日、TBS） - 石丸広見 役[44]
  - Dear ウーマンスペシャル（1997年4月6日）
- 竜馬がゆく（1997年1月1日、TBS） - 岡田以蔵 役[45]
- ふぞろいの林檎たちIV（1997年4月11日 - 7月4日、TBS） - 桐生克彦 役[46]
- D×D（1997年7月5日 - 9月20日、日本テレビ） - 主演・相沢悟 役
- Days（1998年1月12日 - 3月23日、フジテレビ、月9） - 主演・矢部鉄哉 役[47]
- ラブとエロス（1998年7月2日 - 9月17日、TBS） - 合田次郎 役[48]
- リング〜最終章〜（1999年1月7日 - 3月25日、フジテレビ） - 高山竜司 役[49]
- 砂の上の恋人たち（1999年10月12日 - 12月21日、フジテレビ） - 主演・高野朗 役[50]
- 池袋ウエストゲートパーク（2000年4月14日 - 6月23日、TBS） - 主演・真島誠 役[51]
  - 池袋ウエストゲートパークスペシャル　『スープの回』（2003年3月23日）
- 3億円事件 20世紀最後の謎（2000年12月30日、フジテレビ） - ジョー 役
- ムコ殿（2001年4月12日 - 6月28日、フジテレビ） - 主演・桜庭裕一郎 役[52]
  - ムコ殿2003（2003年4月17日 - 6月26日） [53]
- ハンドク!!!（2001年10月10日〜12月12日、TBS） - 主演・狭間一番 役[54]
- ビッグマネー!〜浮世の沙汰は株しだい〜（2002年4月11日 - 6月27日、フジテレビ） - 主演・白戸則道 役[55]
- やんパパ（2002年10月9日 - 12月11日、TBS） - 主演・真淵優作 役[56]
- ふたり 私たちが選んだ道（2003年8月23日、日本テレビ、24時間テレビ 愛は地球を救う26） - 主演・鎌形芳行 役[57]
- 愚痴2「ラブソングを君に」（2004年1月2日、フジテレビ） - 主演
- 彼女が死んじゃった。（2004年1月17日 - 3月13日、日本テレビ） - 主演・安西ハジメ 役[58]
- 弟（2004年11月17 - 21日、テレビ朝日） - 石原慎太郎 役[59]
- ドラマスペシャル タイガー&ドラゴン（2005年1月9日、TBS） - 主演・山崎虎児 役
  - タイガー&ドラゴン（2005年4月15日 - 6月24日）[60]
- 明智小五郎VS金田一耕助（2005年2月26日、テレビ朝日） - 主演・金田一耕助 役[61]
- マイ★ボス マイ★ヒーロー（2006年7月8日 - 9月16日、日本テレビ） - 主演・榊真喜男 役[62]
- 歌姫（2007年10月12日 - 12月21日、TBS） - 主演・四万十太郎 役 ／ 及川勇一 役[63]
- 華麗なるスパイ（2009年7月18日 - 9月26日、日本テレビ） - 主演・鎧井京介 役[64]
- うぬぼれ刑事（2010年7月9日 - 9月17日、TBS） - 主演・小暮己 役[65]
- みぽりんのえくぼ（2010年8月28日、日本テレビ、24時間テレビ 愛は地球を救う33） - 主演・岡崎照生 役[66]
- 泣くな、はらちゃん（2013年1月19日 - 3月23日、日本テレビ） - 主演・はらちゃん 役[67]
- クロコーチ（2013年10月11日 - 12月13日、TBS） - 主演・黒河内圭太 役[68]
- フラジャイル（2016年1月13日 - 3月16日、フジテレビ） - 主演・岸京一郎 役[69]
- ごめん、愛してる（2017年7月9日 - 9月17日、TBS） - 主演・岡崎律 役[70]
- 俺の家の話（2021年1月22日 - 3月26日、TBS） - 主演・観山寿一 役[71][72]

### 映画
- ベル・エポック（1998年）
- ソウル（2002年2月9日公開） - 主演・早瀬祐太郎 役[73]
- 真夜中の弥次さん喜多さん（2005年4月2日公開） - 主演・栃面屋弥次郎兵衛 役[74]
- ヘブンズ・ドア（2009年2月7日公開） - 主演・青山勝人 役[75]
- TOO YOUNG TO DIE! 若くして死ぬ（2016年6月25日公開） - 主演・キラーK / 近藤善和 役[76]
- 空飛ぶタイヤ（2018年6月15日公開） - 主演・赤松徳郎 役[77]

### 劇場アニメ
- ストレンヂア 無皇刃譚（2007年9月29日公開） - 主演・名無し 役[78]

### ドキュメンタリー番組
- プレミアム10 天国の扉にノック〜長瀬智也・30歳のいま（2008年11月28日、NHK総合）[79]
- 情熱大陸 （2009年1月25日、MBS）

### その他
- 第59回グラミー賞授賞式（2017年2月13日、WOWOWプライム）[80]
- 第60回グラミー賞授賞式（2018年1月29日、WOWOWプライム）[81]

### ラジオ
- TOKIOナイトCLUB（ニッポン放送）
  - TOKIOナイトCLUB 「ともや with ウガッチョベーション」
  - TOKIOナイトCLUB 「tko.tom」
- NAGASE The Standard（2015年10月1日 - 2019年3月26日、JFN）[82]

### CM
- 江崎グリコ「ニューパピコ」（TOKIO加入前のジャニーズJr.時代に単独で出演）
- ハウス食品「バーモントカレー」（1996年 - 1997年）[83][84]
- ポーラ化粧品「イーガー」
- ソニー「スタミナ乾電池」
- スズキ
  - 「ストリートマジック」
  - 「カルタス」（1998年）
- タイ国際航空「タイは若いうちに行け」キャンペーン
- ボシュロム・ジャパン
  - 「レイバンサングラス」
  - 「Medalist」
  - 「ReNu」
- アサヒ飲料「カフェオ」
- SEIKO「WIRED」
- ロッテ
  - 「トッポ」（2000年 - 2013年）
  - 「シャルロッテ・アイ」（2010年）[85]
- 三共「リゲイン」（2002年 - 2003年）
- KDDI「au」（2003年）
- ユニクロ
  - 「DRY-DESIGN」（2003年6月）[86]
  - 「スリムフィットジーンズ」（2008年9月）[87]
- 富士重工業「フォレスター」（2004年）
- サントリーフーズ「リプトン リモーネ」（2004年）
- 富士写真フイルム「長瀬店長シリーズ」
  - 「FUJICOLORデジカメプリント」（2004年3月 - 2010年）
  - 「写ルンです」（2004年7月 - 2005年11月）
- NHN Japan「ハンゲーム」（2005年）[88]
- サントリー
  - 「マグナムドライ」（2005年2月 - 2006年5月）
  - 「モルツ」（2005年4月）
- ロッテアイス「クーリッシュ」（2006年[89] - 2008年4月）
- マツダ「100m走ればMAZDAはわかる」キャンペーン（2006年5月 - 2007年）[90][91]
- 全日本空輸「中国行って、撮ってきて」キャンペーン（2006年11月）
- グンゼ「BODY WILD」「YG-X」（2007年）
- NTTドコモ
  - 「DoCoMo2.0」（2007年 - 2008年）
  - 「Galaxy」（2016年5月 - 2017年2月）[92]
- 日立製作所「WoooUT」（2007年12月 - 2008年）
- アサヒビール「アサヒスタイルフリー〈生〉」（2008年 - 2018年）[93]
- 日清食品「日清焼そばU.F.O.」（2009年）
- ブリヂストン「TAIYA CAFE」「タイヤ館」（2011年3月 - 2014年）
- オリエントコーポレーション「オリコカード」（2015年11月 - 2018年7月）[94]
- パルコ「冬のグランバザール」（2015年12月 - 2016年）
- Zoff「Zoff SMART」（2016年）[95]
- オープンハウスグループ「夢見る小学生シリーズ」（2018年1月 - 2020年）[96]
- ユニリーバ・ジャパン「CLEAR」（2019年）[97]

### 舞台
- PLAYZONE'91 SHOCK（1991年、青山劇場）[4]
- 姫ちゃんのリボン（1993年、博品館劇場） - 支倉浩一 役[98]
- 青空のある限り（1996年、PARCO劇場他） - 主演・信二 役[99]

## 書籍

### 雑誌連載
- POPEYE「長瀬智也のREAL PEACE」（2004年4月 - 2006年12月、マガジンハウス）
- SLIDER（2009年12月 - 2019年6月、ネコ・パブリッシング）
- GOETHE「Be Stupid.」（2018年7月 - 2021年2月、幻冬舎）
- ROLLER MAGAZINE「ANTI-NORMAL」（2019年8月 - 2021年3月、ネコ・パブリッシング→エン・プランニング）

### 写真集
- 桜庭裕一郎 写真集（2001年5月、角川書店、木村直軌撮影、ISBN 978-4048533713）
- ソウル長瀬智也 新世紀アクション超大作映画メイキング写真集（2002年1月、光文社、小林ばく撮影、ISBN 978-4334900984）